# Kirche der Heiligen Märtyrer (Marrakesch)

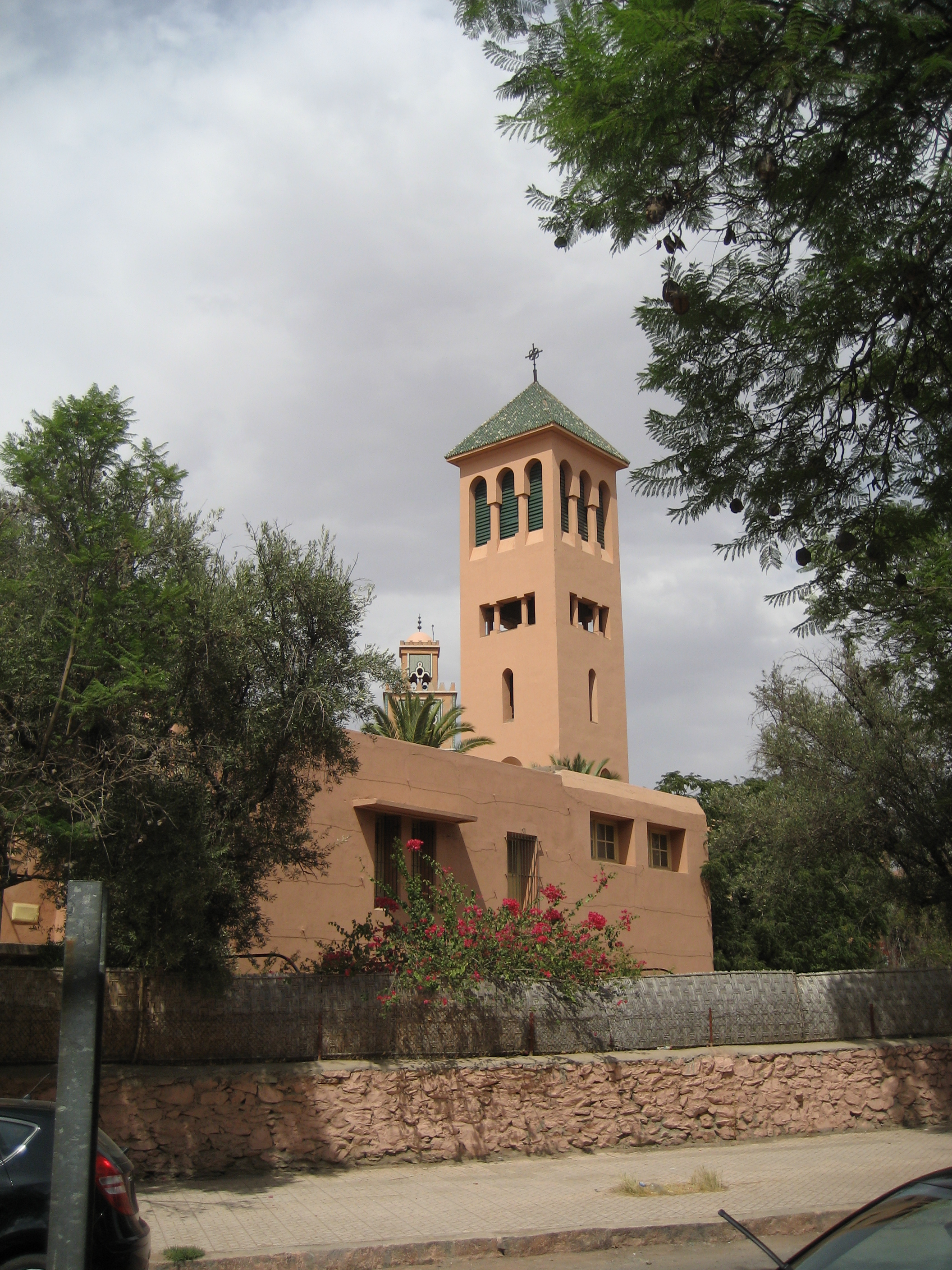
Kirche der Heiligen Märtyrer

Die Kirche der Heiligen Märtyrer (französisch: Église des Saints-Martyrs) ist eine römisch-katholische Kirche in Marrakesch, Marokko. 

## Überblick
Die Kirche der Heiligen Märtyrer wurde 1928 für die Europäische Bevölkerungsgemeinschaft der Stadt Marrakesch erbaut und 1929 eingeweiht. Das Kirchengebäude befindet sich an der Avenue Mohammed V. in Guéliz, im alten europäischen Viertel nahe dem Herzen des Stadtzentrums Marrakeschs. 
Die Kirche ist den fünf franziskanischen Märtyrern von Marrakesch, unter anderem Berard von Carbio, gewidmet, die Franz von Assisi nach Nordafrika geschickt hatte und die 1220 hingerichtet wurden, nicht weit vom Standort der heutigen Kirche entfernt. 
Die Kirche umfasst einen großen rechteckigen Raum mit einer kleinen Apsis, in der sich der Altar befindet. Im Eingangsbereich befindet sich eine kleine Orgelgalerie.
Die Kirche wird immer noch von den Franziskanern (OFM) für die ausländische Gemeinde von Marrakesch bedient und ist eingegliedert in das Erzbistum Rabat. Es ist die einzige römisch-katholische Kirche in der Region.
Wie viele christlichen Kirchen und Klöster in Marokko wird auch diese Kirche Tag und Nacht von der marokkanischen Polizei überwacht zum Schutz vor Angriffen und unerlaubten Zugang sowie zur Gewährleistung eines Zugangs zum Gebet der katholischen Gläubigen.